# Amiga E
Amiga E eller E är ett strukturerat objektorienterat programspråk skapat av Wouter van Oortmerssen för Amiga. Amiga E introducerades 1993 och sista uppdateringen kom 1997. Språket bygger på bland annat C och Ada, samt har stöd för inline-assembler.

## Implementeringar
- AmigaE: Den ursprungliga versionen, skriven i 68000-assembler
- CreativE: Vidareutveckling av Tomasz Wiszkowski
- PowerD: Version med ändrad syntax och PowerPC-stöd
- YAEC: Implementering skriven i E av Leif Salomonsson
- ECX: Version med stöd för både 68000 och PowerPC av Leif Salomonsson
- PortablE: Implementering i PortablE, kan översätta kod till C++